# Granite (Oklahoma)
Granite é uma cidade  localizada no estado norte-americano de Oklahoma, no Condado de Greer.

## Demografia
Segundo o censo norte-americano de 2000, a sua população era de 1844 habitantes.
Em 2006, foi estimada uma população de 1792, um decréscimo de 52 (-2.8%).

## Geografia
De acordo com o United States Census Bureau tem uma área de
4,1 km², dos quais 4,1 km² cobertos por terra e 0,0 km² cobertos por água.

## Localidades na vizinhança
O diagrama seguinte representa as localidades num raio de 28 km ao redor de Granite.